# Звільнення поля
|   | a | b | c | d | e | f | g | h |   |
| 8 | d8 чорний кінь · a7 чорний пішак · b7 чорний пішак · f7 чорний пішак · e6 чорний король · h6 чорний пішак · b5 білий пішак · c5 білий пішак · e5 чорний пішак · e4 білий кінь · f4 білий пішак · a3 білий пішак · b3 чорний слон · e3 білий король · g2 білий слон · h2 білий пішак | d8 чорний кінь · a7 чорний пішак · b7 чорний пішак · f7 чорний пішак · e6 чорний король · h6 чорний пішак · b5 білий пішак · c5 білий пішак · e5 чорний пішак · e4 білий кінь · f4 білий пішак · a3 білий пішак · b3 чорний слон · e3 білий король · g2 білий слон · h2 білий пішак | d8 чорний кінь · a7 чорний пішак · b7 чорний пішак · f7 чорний пішак · e6 чорний король · h6 чорний пішак · b5 білий пішак · c5 білий пішак · e5 чорний пішак · e4 білий кінь · f4 білий пішак · a3 білий пішак · b3 чорний слон · e3 білий король · g2 білий слон · h2 білий пішак | d8 чорний кінь · a7 чорний пішак · b7 чорний пішак · f7 чорний пішак · e6 чорний король · h6 чорний пішак · b5 білий пішак · c5 білий пішак · e5 чорний пішак · e4 білий кінь · f4 білий пішак · a3 білий пішак · b3 чорний слон · e3 білий король · g2 білий слон · h2 білий пішак | d8 чорний кінь · a7 чорний пішак · b7 чорний пішак · f7 чорний пішак · e6 чорний король · h6 чорний пішак · b5 білий пішак · c5 білий пішак · e5 чорний пішак · e4 білий кінь · f4 білий пішак · a3 білий пішак · b3 чорний слон · e3 білий король · g2 білий слон · h2 білий пішак | d8 чорний кінь · a7 чорний пішак · b7 чорний пішак · f7 чорний пішак · e6 чорний король · h6 чорний пішак · b5 білий пішак · c5 білий пішак · e5 чорний пішак · e4 білий кінь · f4 білий пішак · a3 білий пішак · b3 чорний слон · e3 білий король · g2 білий слон · h2 білий пішак | d8 чорний кінь · a7 чорний пішак · b7 чорний пішак · f7 чорний пішак · e6 чорний король · h6 чорний пішак · b5 білий пішак · c5 білий пішак · e5 чорний пішак · e4 білий кінь · f4 білий пішак · a3 білий пішак · b3 чорний слон · e3 білий король · g2 білий слон · h2 білий пішак | d8 чорний кінь · a7 чорний пішак · b7 чорний пішак · f7 чорний пішак · e6 чорний король · h6 чорний пішак · b5 білий пішак · c5 білий пішак · e5 чорний пішак · e4 білий кінь · f4 білий пішак · a3 білий пішак · b3 чорний слон · e3 білий король · g2 білий слон · h2 білий пішак | 8 |
| 7 | d8 чорний кінь · a7 чорний пішак · b7 чорний пішак · f7 чорний пішак · e6 чорний король · h6 чорний пішак · b5 білий пішак · c5 білий пішак · e5 чорний пішак · e4 білий кінь · f4 білий пішак · a3 білий пішак · b3 чорний слон · e3 білий король · g2 білий слон · h2 білий пішак | d8 чорний кінь · a7 чорний пішак · b7 чорний пішак · f7 чорний пішак · e6 чорний король · h6 чорний пішак · b5 білий пішак · c5 білий пішак · e5 чорний пішак · e4 білий кінь · f4 білий пішак · a3 білий пішак · b3 чорний слон · e3 білий король · g2 білий слон · h2 білий пішак | d8 чорний кінь · a7 чорний пішак · b7 чорний пішак · f7 чорний пішак · e6 чорний король · h6 чорний пішак · b5 білий пішак · c5 білий пішак · e5 чорний пішак · e4 білий кінь · f4 білий пішак · a3 білий пішак · b3 чорний слон · e3 білий король · g2 білий слон · h2 білий пішак | d8 чорний кінь · a7 чорний пішак · b7 чорний пішак · f7 чорний пішак · e6 чорний король · h6 чорний пішак · b5 білий пішак · c5 білий пішак · e5 чорний пішак · e4 білий кінь · f4 білий пішак · a3 білий пішак · b3 чорний слон · e3 білий король · g2 білий слон · h2 білий пішак | d8 чорний кінь · a7 чорний пішак · b7 чорний пішак · f7 чорний пішак · e6 чорний король · h6 чорний пішак · b5 білий пішак · c5 білий пішак · e5 чорний пішак · e4 білий кінь · f4 білий пішак · a3 білий пішак · b3 чорний слон · e3 білий король · g2 білий слон · h2 білий пішак | d8 чорний кінь · a7 чорний пішак · b7 чорний пішак · f7 чорний пішак · e6 чорний король · h6 чорний пішак · b5 білий пішак · c5 білий пішак · e5 чорний пішак · e4 білий кінь · f4 білий пішак · a3 білий пішак · b3 чорний слон · e3 білий король · g2 білий слон · h2 білий пішак | d8 чорний кінь · a7 чорний пішак · b7 чорний пішак · f7 чорний пішак · e6 чорний король · h6 чорний пішак · b5 білий пішак · c5 білий пішак · e5 чорний пішак · e4 білий кінь · f4 білий пішак · a3 білий пішак · b3 чорний слон · e3 білий король · g2 білий слон · h2 білий пішак | d8 чорний кінь · a7 чорний пішак · b7 чорний пішак · f7 чорний пішак · e6 чорний король · h6 чорний пішак · b5 білий пішак · c5 білий пішак · e5 чорний пішак · e4 білий кінь · f4 білий пішак · a3 білий пішак · b3 чорний слон · e3 білий король · g2 білий слон · h2 білий пішак | 7 |
| 6 | d8 чорний кінь · a7 чорний пішак · b7 чорний пішак · f7 чорний пішак · e6 чорний король · h6 чорний пішак · b5 білий пішак · c5 білий пішак · e5 чорний пішак · e4 білий кінь · f4 білий пішак · a3 білий пішак · b3 чорний слон · e3 білий король · g2 білий слон · h2 білий пішак | d8 чорний кінь · a7 чорний пішак · b7 чорний пішак · f7 чорний пішак · e6 чорний король · h6 чорний пішак · b5 білий пішак · c5 білий пішак · e5 чорний пішак · e4 білий кінь · f4 білий пішак · a3 білий пішак · b3 чорний слон · e3 білий король · g2 білий слон · h2 білий пішак | d8 чорний кінь · a7 чорний пішак · b7 чорний пішак · f7 чорний пішак · e6 чорний король · h6 чорний пішак · b5 білий пішак · c5 білий пішак · e5 чорний пішак · e4 білий кінь · f4 білий пішак · a3 білий пішак · b3 чорний слон · e3 білий король · g2 білий слон · h2 білий пішак | d8 чорний кінь · a7 чорний пішак · b7 чорний пішак · f7 чорний пішак · e6 чорний король · h6 чорний пішак · b5 білий пішак · c5 білий пішак · e5 чорний пішак · e4 білий кінь · f4 білий пішак · a3 білий пішак · b3 чорний слон · e3 білий король · g2 білий слон · h2 білий пішак | d8 чорний кінь · a7 чорний пішак · b7 чорний пішак · f7 чорний пішак · e6 чорний король · h6 чорний пішак · b5 білий пішак · c5 білий пішак · e5 чорний пішак · e4 білий кінь · f4 білий пішак · a3 білий пішак · b3 чорний слон · e3 білий король · g2 білий слон · h2 білий пішак | d8 чорний кінь · a7 чорний пішак · b7 чорний пішак · f7 чорний пішак · e6 чорний король · h6 чорний пішак · b5 білий пішак · c5 білий пішак · e5 чорний пішак · e4 білий кінь · f4 білий пішак · a3 білий пішак · b3 чорний слон · e3 білий король · g2 білий слон · h2 білий пішак | d8 чорний кінь · a7 чорний пішак · b7 чорний пішак · f7 чорний пішак · e6 чорний король · h6 чорний пішак · b5 білий пішак · c5 білий пішак · e5 чорний пішак · e4 білий кінь · f4 білий пішак · a3 білий пішак · b3 чорний слон · e3 білий король · g2 білий слон · h2 білий пішак | d8 чорний кінь · a7 чорний пішак · b7 чорний пішак · f7 чорний пішак · e6 чорний король · h6 чорний пішак · b5 білий пішак · c5 білий пішак · e5 чорний пішак · e4 білий кінь · f4 білий пішак · a3 білий пішак · b3 чорний слон · e3 білий король · g2 білий слон · h2 білий пішак | 6 |
| 5 | d8 чорний кінь · a7 чорний пішак · b7 чорний пішак · f7 чорний пішак · e6 чорний король · h6 чорний пішак · b5 білий пішак · c5 білий пішак · e5 чорний пішак · e4 білий кінь · f4 білий пішак · a3 білий пішак · b3 чорний слон · e3 білий король · g2 білий слон · h2 білий пішак | d8 чорний кінь · a7 чорний пішак · b7 чорний пішак · f7 чорний пішак · e6 чорний король · h6 чорний пішак · b5 білий пішак · c5 білий пішак · e5 чорний пішак · e4 білий кінь · f4 білий пішак · a3 білий пішак · b3 чорний слон · e3 білий король · g2 білий слон · h2 білий пішак | d8 чорний кінь · a7 чорний пішак · b7 чорний пішак · f7 чорний пішак · e6 чорний король · h6 чорний пішак · b5 білий пішак · c5 білий пішак · e5 чорний пішак · e4 білий кінь · f4 білий пішак · a3 білий пішак · b3 чорний слон · e3 білий король · g2 білий слон · h2 білий пішак | d8 чорний кінь · a7 чорний пішак · b7 чорний пішак · f7 чорний пішак · e6 чорний король · h6 чорний пішак · b5 білий пішак · c5 білий пішак · e5 чорний пішак · e4 білий кінь · f4 білий пішак · a3 білий пішак · b3 чорний слон · e3 білий король · g2 білий слон · h2 білий пішак | d8 чорний кінь · a7 чорний пішак · b7 чорний пішак · f7 чорний пішак · e6 чорний король · h6 чорний пішак · b5 білий пішак · c5 білий пішак · e5 чорний пішак · e4 білий кінь · f4 білий пішак · a3 білий пішак · b3 чорний слон · e3 білий король · g2 білий слон · h2 білий пішак | d8 чорний кінь · a7 чорний пішак · b7 чорний пішак · f7 чорний пішак · e6 чорний король · h6 чорний пішак · b5 білий пішак · c5 білий пішак · e5 чорний пішак · e4 білий кінь · f4 білий пішак · a3 білий пішак · b3 чорний слон · e3 білий король · g2 білий слон · h2 білий пішак | d8 чорний кінь · a7 чорний пішак · b7 чорний пішак · f7 чорний пішак · e6 чорний король · h6 чорний пішак · b5 білий пішак · c5 білий пішак · e5 чорний пішак · e4 білий кінь · f4 білий пішак · a3 білий пішак · b3 чорний слон · e3 білий король · g2 білий слон · h2 білий пішак | d8 чорний кінь · a7 чорний пішак · b7 чорний пішак · f7 чорний пішак · e6 чорний король · h6 чорний пішак · b5 білий пішак · c5 білий пішак · e5 чорний пішак · e4 білий кінь · f4 білий пішак · a3 білий пішак · b3 чорний слон · e3 білий король · g2 білий слон · h2 білий пішак | 5 |
| 4 | d8 чорний кінь · a7 чорний пішак · b7 чорний пішак · f7 чорний пішак · e6 чорний король · h6 чорний пішак · b5 білий пішак · c5 білий пішак · e5 чорний пішак · e4 білий кінь · f4 білий пішак · a3 білий пішак · b3 чорний слон · e3 білий король · g2 білий слон · h2 білий пішак | d8 чорний кінь · a7 чорний пішак · b7 чорний пішак · f7 чорний пішак · e6 чорний король · h6 чорний пішак · b5 білий пішак · c5 білий пішак · e5 чорний пішак · e4 білий кінь · f4 білий пішак · a3 білий пішак · b3 чорний слон · e3 білий король · g2 білий слон · h2 білий пішак | d8 чорний кінь · a7 чорний пішак · b7 чорний пішак · f7 чорний пішак · e6 чорний король · h6 чорний пішак · b5 білий пішак · c5 білий пішак · e5 чорний пішак · e4 білий кінь · f4 білий пішак · a3 білий пішак · b3 чорний слон · e3 білий король · g2 білий слон · h2 білий пішак | d8 чорний кінь · a7 чорний пішак · b7 чорний пішак · f7 чорний пішак · e6 чорний король · h6 чорний пішак · b5 білий пішак · c5 білий пішак · e5 чорний пішак · e4 білий кінь · f4 білий пішак · a3 білий пішак · b3 чорний слон · e3 білий король · g2 білий слон · h2 білий пішак | d8 чорний кінь · a7 чорний пішак · b7 чорний пішак · f7 чорний пішак · e6 чорний король · h6 чорний пішак · b5 білий пішак · c5 білий пішак · e5 чорний пішак · e4 білий кінь · f4 білий пішак · a3 білий пішак · b3 чорний слон · e3 білий король · g2 білий слон · h2 білий пішак | d8 чорний кінь · a7 чорний пішак · b7 чорний пішак · f7 чорний пішак · e6 чорний король · h6 чорний пішак · b5 білий пішак · c5 білий пішак · e5 чорний пішак · e4 білий кінь · f4 білий пішак · a3 білий пішак · b3 чорний слон · e3 білий король · g2 білий слон · h2 білий пішак | d8 чорний кінь · a7 чорний пішак · b7 чорний пішак · f7 чорний пішак · e6 чорний король · h6 чорний пішак · b5 білий пішак · c5 білий пішак · e5 чорний пішак · e4 білий кінь · f4 білий пішак · a3 білий пішак · b3 чорний слон · e3 білий король · g2 білий слон · h2 білий пішак | d8 чорний кінь · a7 чорний пішак · b7 чорний пішак · f7 чорний пішак · e6 чорний король · h6 чорний пішак · b5 білий пішак · c5 білий пішак · e5 чорний пішак · e4 білий кінь · f4 білий пішак · a3 білий пішак · b3 чорний слон · e3 білий король · g2 білий слон · h2 білий пішак | 4 |
| 3 | d8 чорний кінь · a7 чорний пішак · b7 чорний пішак · f7 чорний пішак · e6 чорний король · h6 чорний пішак · b5 білий пішак · c5 білий пішак · e5 чорний пішак · e4 білий кінь · f4 білий пішак · a3 білий пішак · b3 чорний слон · e3 білий король · g2 білий слон · h2 білий пішак | d8 чорний кінь · a7 чорний пішак · b7 чорний пішак · f7 чорний пішак · e6 чорний король · h6 чорний пішак · b5 білий пішак · c5 білий пішак · e5 чорний пішак · e4 білий кінь · f4 білий пішак · a3 білий пішак · b3 чорний слон · e3 білий король · g2 білий слон · h2 білий пішак | d8 чорний кінь · a7 чорний пішак · b7 чорний пішак · f7 чорний пішак · e6 чорний король · h6 чорний пішак · b5 білий пішак · c5 білий пішак · e5 чорний пішак · e4 білий кінь · f4 білий пішак · a3 білий пішак · b3 чорний слон · e3 білий король · g2 білий слон · h2 білий пішак | d8 чорний кінь · a7 чорний пішак · b7 чорний пішак · f7 чорний пішак · e6 чорний король · h6 чорний пішак · b5 білий пішак · c5 білий пішак · e5 чорний пішак · e4 білий кінь · f4 білий пішак · a3 білий пішак · b3 чорний слон · e3 білий король · g2 білий слон · h2 білий пішак | d8 чорний кінь · a7 чорний пішак · b7 чорний пішак · f7 чорний пішак · e6 чорний король · h6 чорний пішак · b5 білий пішак · c5 білий пішак · e5 чорний пішак · e4 білий кінь · f4 білий пішак · a3 білий пішак · b3 чорний слон · e3 білий король · g2 білий слон · h2 білий пішак | d8 чорний кінь · a7 чорний пішак · b7 чорний пішак · f7 чорний пішак · e6 чорний король · h6 чорний пішак · b5 білий пішак · c5 білий пішак · e5 чорний пішак · e4 білий кінь · f4 білий пішак · a3 білий пішак · b3 чорний слон · e3 білий король · g2 білий слон · h2 білий пішак | d8 чорний кінь · a7 чорний пішак · b7 чорний пішак · f7 чорний пішак · e6 чорний король · h6 чорний пішак · b5 білий пішак · c5 білий пішак · e5 чорний пішак · e4 білий кінь · f4 білий пішак · a3 білий пішак · b3 чорний слон · e3 білий король · g2 білий слон · h2 білий пішак | d8 чорний кінь · a7 чорний пішак · b7 чорний пішак · f7 чорний пішак · e6 чорний король · h6 чорний пішак · b5 білий пішак · c5 білий пішак · e5 чорний пішак · e4 білий кінь · f4 білий пішак · a3 білий пішак · b3 чорний слон · e3 білий король · g2 білий слон · h2 білий пішак | 3 |
| 2 | d8 чорний кінь · a7 чорний пішак · b7 чорний пішак · f7 чорний пішак · e6 чорний король · h6 чорний пішак · b5 білий пішак · c5 білий пішак · e5 чорний пішак · e4 білий кінь · f4 білий пішак · a3 білий пішак · b3 чорний слон · e3 білий король · g2 білий слон · h2 білий пішак | d8 чорний кінь · a7 чорний пішак · b7 чорний пішак · f7 чорний пішак · e6 чорний король · h6 чорний пішак · b5 білий пішак · c5 білий пішак · e5 чорний пішак · e4 білий кінь · f4 білий пішак · a3 білий пішак · b3 чорний слон · e3 білий король · g2 білий слон · h2 білий пішак | d8 чорний кінь · a7 чорний пішак · b7 чорний пішак · f7 чорний пішак · e6 чорний король · h6 чорний пішак · b5 білий пішак · c5 білий пішак · e5 чорний пішак · e4 білий кінь · f4 білий пішак · a3 білий пішак · b3 чорний слон · e3 білий король · g2 білий слон · h2 білий пішак | d8 чорний кінь · a7 чорний пішак · b7 чорний пішак · f7 чорний пішак · e6 чорний король · h6 чорний пішак · b5 білий пішак · c5 білий пішак · e5 чорний пішак · e4 білий кінь · f4 білий пішак · a3 білий пішак · b3 чорний слон · e3 білий король · g2 білий слон · h2 білий пішак | d8 чорний кінь · a7 чорний пішак · b7 чорний пішак · f7 чорний пішак · e6 чорний король · h6 чорний пішак · b5 білий пішак · c5 білий пішак · e5 чорний пішак · e4 білий кінь · f4 білий пішак · a3 білий пішак · b3 чорний слон · e3 білий король · g2 білий слон · h2 білий пішак | d8 чорний кінь · a7 чорний пішак · b7 чорний пішак · f7 чорний пішак · e6 чорний король · h6 чорний пішак · b5 білий пішак · c5 білий пішак · e5 чорний пішак · e4 білий кінь · f4 білий пішак · a3 білий пішак · b3 чорний слон · e3 білий король · g2 білий слон · h2 білий пішак | d8 чорний кінь · a7 чорний пішак · b7 чорний пішак · f7 чорний пішак · e6 чорний король · h6 чорний пішак · b5 білий пішак · c5 білий пішак · e5 чорний пішак · e4 білий кінь · f4 білий пішак · a3 білий пішак · b3 чорний слон · e3 білий король · g2 білий слон · h2 білий пішак | d8 чорний кінь · a7 чорний пішак · b7 чорний пішак · f7 чорний пішак · e6 чорний король · h6 чорний пішак · b5 білий пішак · c5 білий пішак · e5 чорний пішак · e4 білий кінь · f4 білий пішак · a3 білий пішак · b3 чорний слон · e3 білий король · g2 білий слон · h2 білий пішак | 2 |
| 1 | d8 чорний кінь · a7 чорний пішак · b7 чорний пішак · f7 чорний пішак · e6 чорний король · h6 чорний пішак · b5 білий пішак · c5 білий пішак · e5 чорний пішак · e4 білий кінь · f4 білий пішак · a3 білий пішак · b3 чорний слон · e3 білий король · g2 білий слон · h2 білий пішак | d8 чорний кінь · a7 чорний пішак · b7 чорний пішак · f7 чорний пішак · e6 чорний король · h6 чорний пішак · b5 білий пішак · c5 білий пішак · e5 чорний пішак · e4 білий кінь · f4 білий пішак · a3 білий пішак · b3 чорний слон · e3 білий король · g2 білий слон · h2 білий пішак | d8 чорний кінь · a7 чорний пішак · b7 чорний пішак · f7 чорний пішак · e6 чорний король · h6 чорний пішак · b5 білий пішак · c5 білий пішак · e5 чорний пішак · e4 білий кінь · f4 білий пішак · a3 білий пішак · b3 чорний слон · e3 білий король · g2 білий слон · h2 білий пішак | d8 чорний кінь · a7 чорний пішак · b7 чорний пішак · f7 чорний пішак · e6 чорний король · h6 чорний пішак · b5 білий пішак · c5 білий пішак · e5 чорний пішак · e4 білий кінь · f4 білий пішак · a3 білий пішак · b3 чорний слон · e3 білий король · g2 білий слон · h2 білий пішак | d8 чорний кінь · a7 чорний пішак · b7 чорний пішак · f7 чорний пішак · e6 чорний король · h6 чорний пішак · b5 білий пішак · c5 білий пішак · e5 чорний пішак · e4 білий кінь · f4 білий пішак · a3 білий пішак · b3 чорний слон · e3 білий король · g2 білий слон · h2 білий пішак | d8 чорний кінь · a7 чорний пішак · b7 чорний пішак · f7 чорний пішак · e6 чорний король · h6 чорний пішак · b5 білий пішак · c5 білий пішак · e5 чорний пішак · e4 білий кінь · f4 білий пішак · a3 білий пішак · b3 чорний слон · e3 білий король · g2 білий слон · h2 білий пішак | d8 чорний кінь · a7 чорний пішак · b7 чорний пішак · f7 чорний пішак · e6 чорний король · h6 чорний пішак · b5 білий пішак · c5 білий пішак · e5 чорний пішак · e4 білий кінь · f4 білий пішак · a3 білий пішак · b3 чорний слон · e3 білий король · g2 білий слон · h2 білий пішак | d8 чорний кінь · a7 чорний пішак · b7 чорний пішак · f7 чорний пішак · e6 чорний король · h6 чорний пішак · b5 білий пішак · c5 білий пішак · e5 чорний пішак · e4 білий кінь · f4 білий пішак · a3 білий пішак · b3 чорний слон · e3 білий король · g2 білий слон · h2 білий пішак | 1 |
|   | a | b | c | d | e | f | g | h |   |

Звільнення по́ля — тактичний прийом, що дозволяє звільнити необхідне для іншої фігури поле.
У шаховій композиції звільнення поля для короля називається розблокуванням. Як тема завдання звільнення поля часто поєднується з жертвою фігури — т. зв. звільняюча жертва.